# 石棉紫堇
石棉紫堇（学名：Corydalis shimienensis）为罂粟科紫堇属下的一个种。

## 扩展阅读
- 維基物種上的相關：石棉紫堇